# Биркан Сокулу
Биркан Сокулу (тур. Birkan Sokullu; Истанбул, 6. октобар 1985) турски је глумац, модел и бивши кошаркаш.

## Биографија
Биркан Сокулу је рођен 6. октобра 1985. године у Истанбулу. Бирканови баба и деда су имигранти из Босне и Херцеговине. Победио је 2003. године на избору за „Најбољег модела Турске 2003.” Биркан је напустио кошаркашку каријеру након десет година због повреде. Дипломирао је на Универзитету Малтепе за радио и ТВ програм. Док је студирао на универзитету, почео је да се бави каријером модела. Биркан је почео да привлачи пажњу улогом у телевизијској серији Сестре.